# Tlacotepec de Mejía
Tlacotepec de Mejía es una localidad del estado mexicano de Veracruz. Es cabecera del municipio de Tlacotepec de Mejía.

## Demografía
| Censo | Población |
| ----- | --------- |
| 1900  | 1894      |
| 1910  | 1229      |
| 1921  | 1623      |
| 1930  | 1632      |
| 1940  | 1593      |
| 1950  | 1621      |
| 1960  | 1648      |
| 1970  | 1595      |
| 1980  | 2517      |
| 1990  | 2165      |
| 1995  | 1933      |
| 2000  | 2227      |
| 2005  | 2178      |
| 2010  | 2401      |
| 2020  | 2503      |